# Wianki (Warszawa)

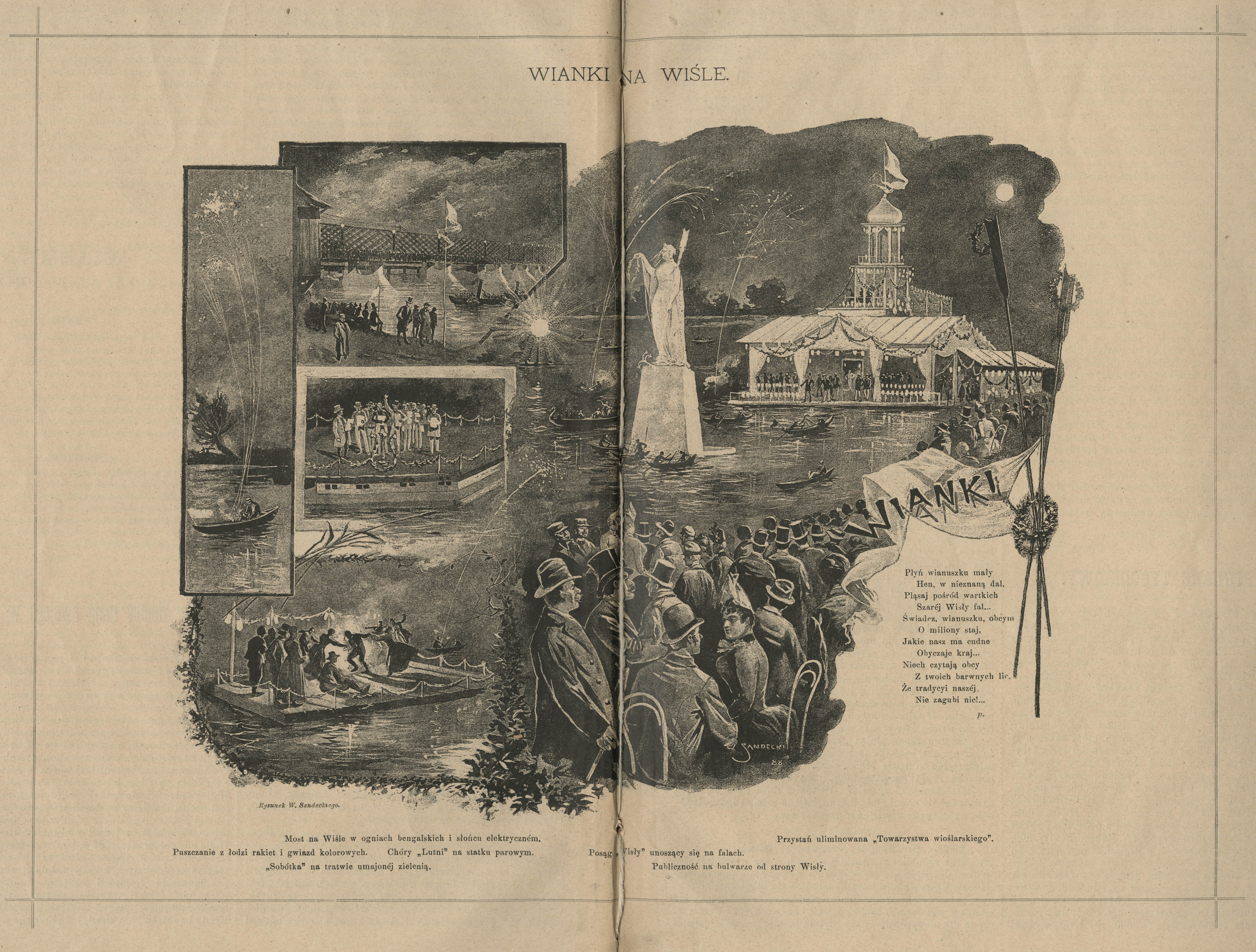
Wianki na Wiśle - świętowanie w Warszawie w 1888

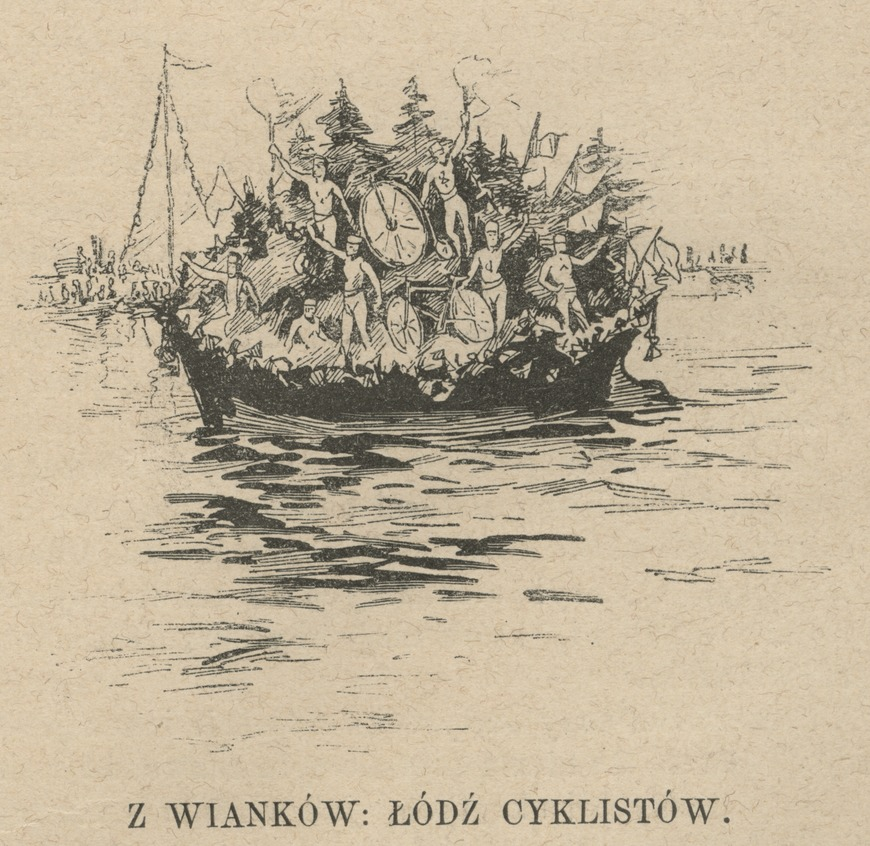
Z dawnych Wianków - łódź cyklistów

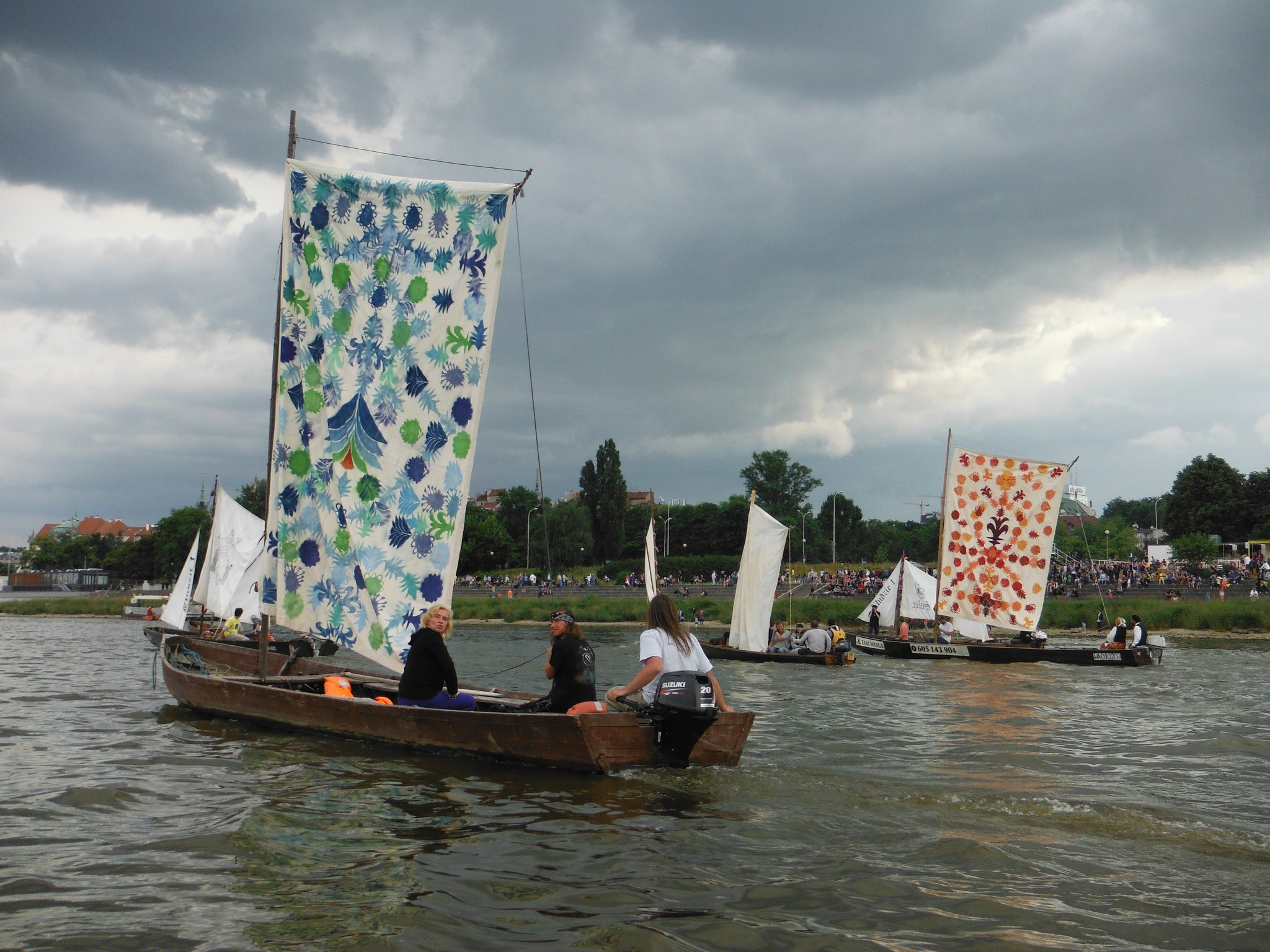
Wianki - łódź współczesna

Wianki nad Wisłą – cykliczna impreza plenerowa odbywająca się w Multimedialnym Parku Fontann, na Podzamczu, nad Wisłą w Warszawie, organizowana na rozpoczęcie lata (w sobotę najbliższą Nocy Świętojańskiej).
Organizatorem imprezy jest Stołeczna Estrada.

## Historia
We współczesnej formie, jako cykliczna impreza masowa, Wianki organizowane są nieprzerwanie od 1996. Jednakże tradycja organizowania w tym miejscu świąt w dniu letniego przesilenia sięga czasów najdawniejszych. Pierwotnie obchodzono je jako pogańskie święto o charakterze religijnym. Po chrzcie Polski tradycja ta nie zamarła, lecz stopniowo ulegała przeobrażeniom: noc ową zwano także wówczas Sobótką lub nocą świętojańską – pozostały jednak ogniska i wróżby, puszczanie wianków, skoki przez ogień czy palenie ziół.
Począwszy od 1996, jest to doroczne wydarzenie kulturalne, obejmujące występy muzyczne, spektakle, pikniki, kiermasze, wyplatanie  i wodowanie wianków, pokazy sztucznych ogni oraz inne atrakcje.
W 2010 impreza została przeniesiona na plac Defilad z powodu zagrożenia powodziowego na Podzamczu. 
23 czerwca 2012 podczas 17. edycji Wianków nad Wisłą bawiło się ponad 100 tysięcy osób. Koncert został zorganizowany we współpracy z Radiem Zet i TVP2 w ramach trasy koncertowej Lato Zet i Dwójki. Wydarzenie zakończył 12 minutowy pokaz sztucznych ognii. Podczas pokazu wystrzelono w powietrze dwa tysiące ładunków pirotechnicznych o łącznej wadze przekraczającej cztery tony.
W 2017 Wianki przyciągnęły ponad 140 tysięcy osób, ustanawiając nowy rekord frekwencji.
W 2023 wspólnie z telewizją TVN zorganizowano w ramach Wianków specjalny koncert upamiętniający twórczość piosenkarki Kory pt. KORA. Przyszłam na świat po to.

## Wykonawcy muzyczni na Wiankach
- 2004 (19 czerwca) – Kukla Band, Rusłana, Kate Ryan
- 2005 (25 czerwca) – Pudelsi, Ryszard Rynkowski, Edyta Górniak
- 2006 (24 czerwca) – Krzysztof Kiljański, T.Love, Lou Bega
- 2007 (23 czerwca) – John E. Prescott, Kasia Kowalska, Leningrad Cowboys, Budka Suflera
- 2008 (21 czerwca) – T.Love, Kayah, Level 42
- 2009 (20 czerwca) – Maciej Maleńczuk, Matt Pokora, Reamonn
- 2010 (19 czerwca) – Muniek Staszczyk, Kosheen, Europe
- 2011 (25 czerwca) – Monika Brodka, Kelis, Wilki, Sunrise Avenue
- 2012 (23 czerwca) – L.U.C. i Goście, Myslovitz, De Mono, Liber & InoRos, Ryszard Rynkowski, Edyta Górniak, Damian Ukeje, Wilki, Racoon, 77 Bombay Street, Katie Melua
- 2013 (22 czerwca) – Mela Koteluk, New Young Pony Club, Loreen, Pink Floyd
- 2014 (21 czerwca) – Łąki Łan, Hey, Dżem, Razorlight
- 2015 (20 czerwca) – Rebeka, Maciej Maleńczuk & Psychodancing, Soul Service & Break Da Funk, The Charlatans, Grubson
- 2016 (25 czerwca) – Zbigniew Wodecki with Mitch & Mitch Orchestra and Choir, Lao Che, Mrozu, Kamp!, DJ ZAKS
- 2017 (24 czerwca) – Xxanaxx, Vavamuffin, T.Love, O.S.T.R., Afrojack
- 2018 (23 czerwca) – Ten Typ Mes, Daria Zawiałow, Dżem, Bajm, W&W
- 2019 (22 czerwca) – Tulia, L.U.C., Krzysztof Zalewski, Katarzyna Nosowska, Nervo
- 2022 (25 czerwca) – Żywiołak, Dagadana, Mikromusic
- 2023 (24 czerwca) – Felivers, Smolasty, Dawid Kwiatkowski
  - koncert "KORA. Przyszłam na świat po to" – exMaanam, Ralph Kaminski, Krzysztof Zalewski, Kwiat Jabłoni, Muniek Staszczyk, Bovska, Ørganek, Natalia Przybysz, Ania Karwan, Maciej Musiałowski, Karolina Lizer & Zee Krayski
- 2024 (22 czerwca) – Kapela ze Wsi Warszawa & BASSałyki, Voo Voo
  - koncert "Dzwięki Wolności" – Mery Spolsky, Krzysztof Zalewski, Vito Bambino, Bovska, Baranovski, Wiktor Dyduła, Urszula, Felicjan Andrzejczak, Paluch, WaluśKraksaKryzys, Voo Voo